# Роберт Піріс да Мотта
Роберт Піріс да Мотта (ісп. Robert Piris; нар. 26 липня 1994, Сьюдад-дель-Есте) — парагвайський футболіст, захисник клубу «Рубіо Нью».
Виступав, зокрема, за клуб «Олімпію» (Асунсьйон), а також національну збірну Парагваю.

## Клубна кар'єра
Народився 26 липня 1994 року в місті Сьюдад-дель-Есте. Вихованець футбольної школи клубу «Рубіо Нью». Дорослу футбольну кар'єру розпочав 2008 року в основній команді того ж клубу, в якій провів сім сезонів, взявши участь у 122 матчах чемпіонату.
Протягом 2015—2016 років захищав кольори команди клубу «Олімпія» (Асунсьйон).
До складу клубу «Рубіо Нью» повернувся 2016 року.

## Виступи за збірні
Виступав у складі юнацької збірної Парагваю, взяв участь у 4 іграх на юнацькому рівні.
2013 року залучався до складу молодіжної збірної Парагваю. На молодіжному рівні зіграв у 15 офіційних матчах, забив 1 гол.
2016 року дебютував в офіційних матчах у складі національної збірної Парагваю. Наразі провів у формі головної команди країни 3 матчі.
У складі збірної був учасником Кубка Америки 2016 року в США.

## Статистика виступів

### Статистика клубних виступів
| Команда                        | Дивізіон          | Рік               | Чемпіонат | Чемпіонат | Національний кубок | Національний кубок | Континентальні кубки | Континентальні кубки | Усього | Усього |
| Команда                        | Дивізіон          | Рік               | Ігор      | Голів     | Ігор               | Голів              | Ігор                 | Голів                | Ігор   | Голів  |
| ------------------------------ | ----------------- | ----------------- | --------- | --------- | ------------------ | ------------------ | -------------------- | -------------------- | ------ | ------ |
| «Рубіо Нью» Парагвай           |                   |                   |           |           |                    |                    |                      |                      |        |        |
| ПД                             | 2010              | 4                 | 0         | -         | -                  | -                  | -                    | 4                    | 0      |        |
| ПД                             | 2011              | 8                 | 0         | -         | -                  | -                  | -                    | 8                    | 0      |        |
| ПД                             | 2012              | 22                | 0         | -         | -                  | -                  | -                    | 22                   | 0      |        |
| ПД                             | 2013              | 26                | 0         | -         | -                  | -                  | -                    | 26                   | 0      |        |
| ПД                             | 2014              | 35                | 2         | -         | -                  | -                  | -                    | 35                   | 2      |        |
| ПД                             | 2015              | 21                | 2         | -         | -                  | -                  | -                    | 21                   | 2      |        |
| Разом                          | Разом             | 116               | 4         | 0         | 0                  | 0                  | 0                    | 116                  | 4      |        |
| «Олімпія» (Асунсьйон) Парагвай |                   |                   |           |           |                    |                    |                      |                      |        |        |
| ПД                             | 2015              | 13                | 1         | -         | -                  | 5                  | 0                    | 18                   | 1      |        |
| Разом                          | Разом             | 13                | 1         | 0         | 0                  | 5                  | 0                    | 18                   | 1      |        |
| Усього за кар'єру              | Усього за кар'єру | Усього за кар'єру | 129       | 5         | 0                  | 0                  | 5                    | 0                    | 134    | 5      |

## Титули і досягнення

### Клубні
«Олімпія» (Асунсьйон)
- Чемпіон Парагваю: 2015

«Фламенгу»
- Чемпіон Бразилії: 2019
- Володар кубка Лібертадорес: 2019
- Переможець Ліги Каріока: 2019
- Володар Рекопи Південної Америки: 2020